# Jiří Barbořík
Jiří Barbořík (* 17. März 1972) ist ein ehemaliger tschechischer Fußballspieler.
1997 wechselte Barbořík vom SK Sigma Olomouc zu Baník Ostrava. Ein Jahr später kehrte er zu Sigma Olomouc zurück. Zu Beginn des Jahres 1999 spielte Jiří Barbořík für ein halbes Jahr beim SFC Opava, ehe er erneut zum SK Sigma Olomouc zurückkehrte. Im Januar 2001 wechselte Barbořík zum SSV Reutlingen 05 in die 2. Bundesliga. Nach neun Zweitligaeinsätzen für die Reutlinger schloss sich Jiří Barbořík im Sommer 2002 dem FK Dukla Banská Bystrica an.